# Café Procope

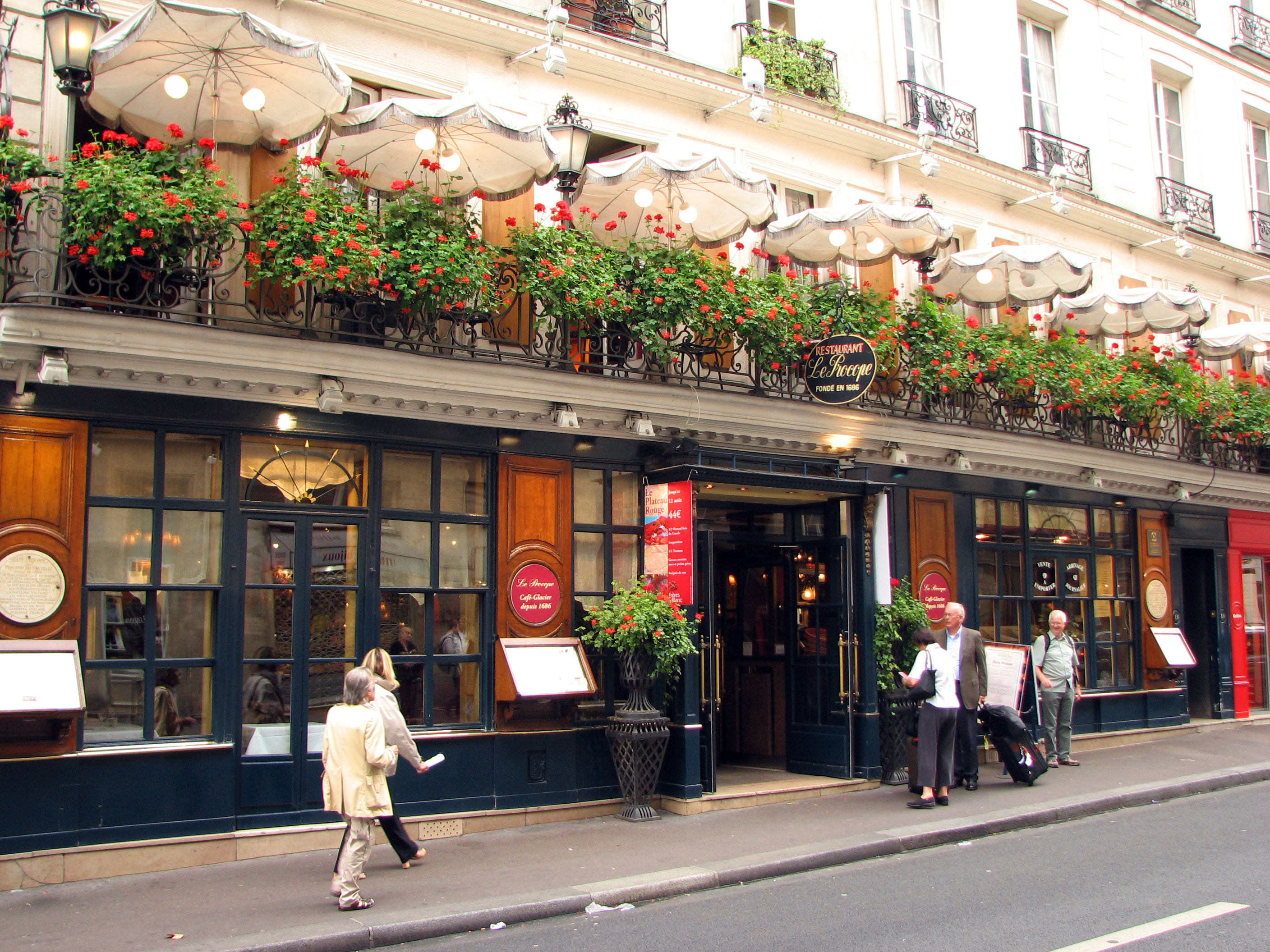
Café Procope, fachada principal a la calle de l'Ancienne Comédie.

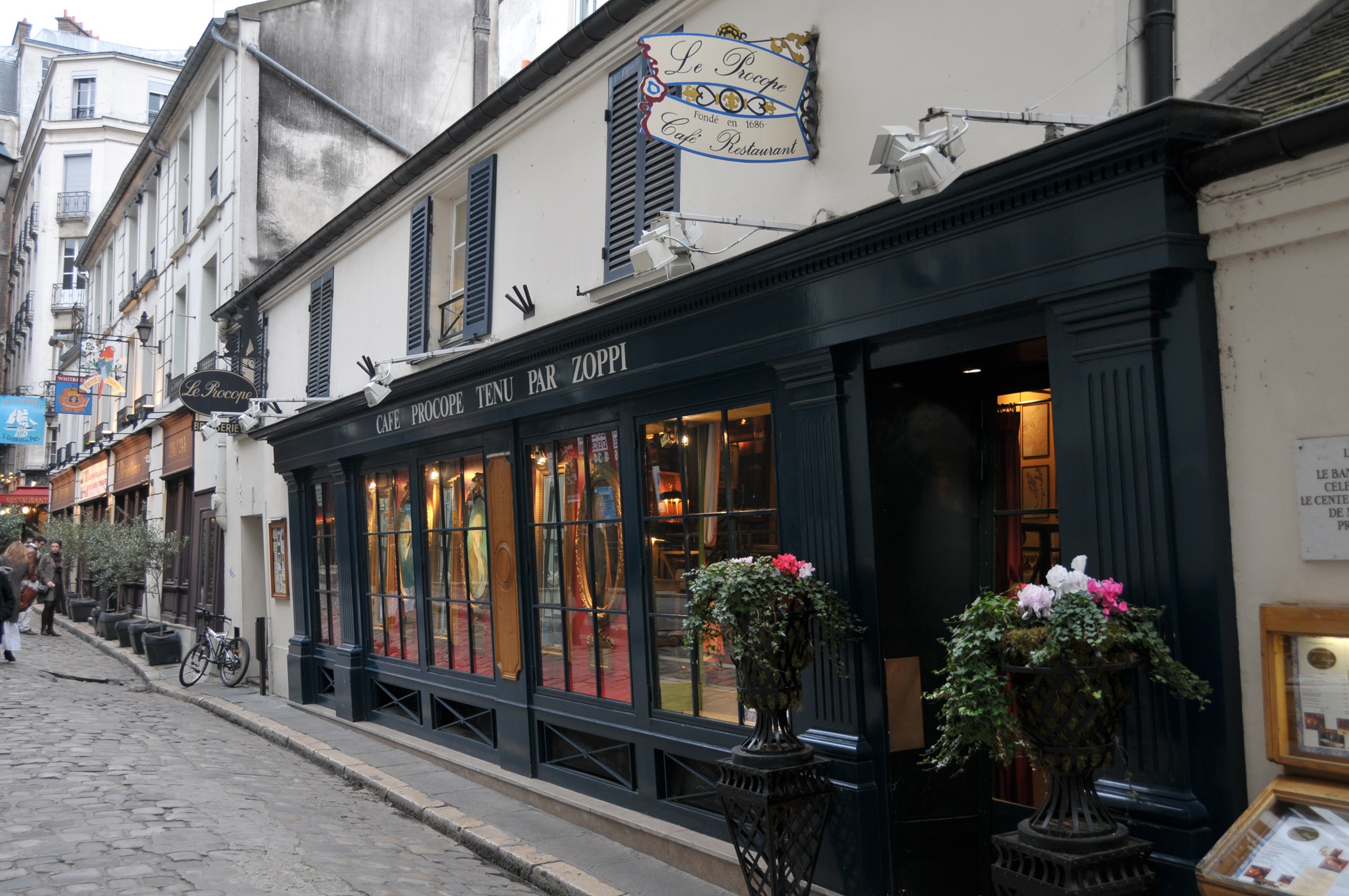
Café Procope, fachada al pasaje trasero (Cours du Commerce Saint-André).

El café Procope es uno de los más famosos y el más antiguo café-restaurante de París, fundado en 1686. Situado en el 6.º distrito, en la rue de l'Ancienne-Comédie, 12 (antes, rue de la Comédie y, antes aún, rue des Fossés-Saint-Germain). Es tradicionalmente un café y restaurante de artistas e intelectuales. Voltaire y Rousseau lo frecuentaban. El éxito del Procope dura todavía.

## Historia
Veinte años después de la introducción del café en la corte de Francia, un siciliano de nombre Francesco Procopio Dei Coltelli tuvo en 1686 la idea de abrir cerca de Saint-Germain-des-Prés un establecimiento donde se probaría este brebaje en sociedad. Tres años más tarde, la instalación de la reciente Comédie Française en la misma calle atrajo a la clientela del mundo del espectáculo.
Autores como Voltaire o Rousseau eran habituales contertulios, en lo que fue el primer café literario. Diderot concibió entre sus paredes —según dice la «leyenda del Café»— su Encyclopédie y Benjamin Franklin, la Constitución de los Estados Unidos.
El Club de los Cordeliers, que aquí se reunió, con Danton y Marat como figuras principales, constituyó también un foco revolucionario.
El gorro frigio (propio de los libertos en la Antigüedad) se exhibió en el Procope por primera vez, y de aquí partió también la consigna para el ataque a las Tullerías (10 de agosto de 1792).
La mesa que usaba Voltaire sirvió de altar votivo temporal de sus cenizas y de los ataúdes de Louis Michel le Peletier de Saint-Fargeau y Jean-Paul Marat camino al Panteón.